# Großer Preis von Großbritannien 1996
Der Große Preis von Großbritannien 1996 (offiziell XLIX British Grand Prix) fand am 14. Juli auf dem Silverstone Circuit in Silverstone statt und war das zehnte Rennen der Formel-1-Weltmeisterschaft 1996.

## Berichte

### Hintergrund
Nach dem Großen Preis von Frankreich führte Damon Hill in der Fahrerwertung mit 25 Punkten vor Jacques Villeneuve und mit 37 Punkten vor Michael Schumacher. In der Konstrukteurswertung führte Williams-Renault mit 66 Punkten vor Ferrari und Benetton-Renault.
Für Forti sollte es das letzte Rennwochenende werden. Nachdem Fortis angeblicher Investor Shannon Racing die vereinbarten Zahlungen nicht geleistet hatte, konnte das Team seine Schulden bei diversen Lieferanten nicht bezahlen. Cosworth stellte erst in letzter Minute zwei ungewartete Motoren bereit, damit die beiden Forti-Fahrer im Zeittraining einige Alibirunden fahren konnten.
Mit Johnny Herbert und Hill (jeweils einmal) traten zwei ehemalige Sieger zu diesem Grand Prix an.

### Training
Vor dem Rennen fanden zwei Trainingseinheiten statt: Die erste am Freitagmorgen und die zweite am Samstagmorgen.
Im ersten freien Training am Freitag erzielte Villeneuve mit einer Zeit von 1:27,541 Minuten die Bestzeit vor Hill und Jean Alesi im Benetton-Renault.
Am Samstag, dem zweiten freien Training konnte sich dann Hill mit einer Zeit 1:26,560 Minuten die Bestzeit vor Villeneuve und Schumacher sichern.

### Qualifying
Hill sicherte sich mit einer Zeit von 1:26,875 Minuten die Pole-Position vor seinem Teamkollegen Villeneuve und Schumacher.
Ricardo Rossets Qualifying-Zeiten (Bestzeit 1:30,529 Minuten) wurden gestrichen, nachdem er die FIA-Gewichtskontrolle verpasst hatte, wodurch er vom 17. auf den 20. Startplatz zurückfiel. Am Rennen durfte er teilnehmen. Die beiden Forti-Piloten Andrea Montermini und Luca Badoer scheiterten an der 107-Prozent-Regel. Eine Qualifizierung war auch nicht beabsichtigt gewesen, weil das Team für die Rennteilnahme keine Motoren von Cosworth erhielt.

### Warm Up
Die Fahrer gingen am Sonntagmorgen zu einer 30-minütigen Aufwärmsitzung auf die Strecke. Mika Häkkinen im McLaren-Mercedes war Schnellster vor Villeneuve und Hill.

### Rennen
Villeneuve holte sich seinen zweiten Saisonsieg vor Berger, während Häkkinen als Dritter zum ersten Mal seit seinem beinahe tödlichen Unfall beim Großen Preis von Australien 1995 auf dem Podium landete. Jordans Rubens Barrichello wurde Vierter und stellte damit sein bestes Saisonergebnis ein, nachdem er in den letzten beiden Jahren beim Rennen um den vierten Platz auf der Rennstrecke in späte Kollisionen verwickelt war. Die letzten Punkte gingen an David Coulthard im zweiten McLaren und Martin Brundle im zweiten Jordan.
Hill holte sich bei seinem Heimrennen die Pole-Position, erwischte aber einen langsamen Start und schied kurz vor Halbzeit des Rennens aus, nachdem ein Problem mit der Radmutter dazu führte, dass er in Copse Corner ins Schleudern geriet, als er Häkkinen überholen wollte. Zum dritten Mal in Folge mussten die Ferrari-Piloten Schumacher und Eddie Irvine wegen technischer Probleme in den ersten sechs Runden aufgeben – Schumacher wegen Hydraulikproblemen und Irvine wegen eines Differentialschadens. Alesi schied in Runde 45 erneut von Platz 3 aus, knapp vor seinem Teamkollegen Berger, als seine Hinterradbremsen überhitzten.
Villeneuve sicherte sich mit 1:29,288 Minuten die schnellste Rennrunde.
In der Fahrerwertung blieben die ersten drei Positionen unverändert. In der Konstrukteurswertung konnte Benetton-Renault an Ferrari vorbeiziehen und war nun Zweiter hinter Williams-Renault.

## Meldeliste
| Team                        | Nr. | Fahrer                | Chassis        | Motor                 | Reifen |
| --------------------------- | --- | --------------------- | -------------- | --------------------- | ------ |
| Scuderia Ferrari SpA        | 01  | Michael Schumacher    | Ferrari F310   | Ferrari 3.0 V10       | G      |
| Scuderia Ferrari SpA        | 02  | Eddie Irvine          | Ferrari F310   | Ferrari 3.0 V10       | G      |
| Mild Seven Benetton Renault | 03  | Jean Alesi            | Benetton B196  | Renault 3.0 V10       | G      |
| Mild Seven Benetton Renault | 04  | Gerhard Berger        | Benetton B196  | Renault 3.0 V10       | G      |
| Rothmans Williams Renault   | 05  | Damon Hill            | Williams FW18  | Renault 3.0 V10       | G      |
| Rothmans Williams Renault   | 06  | Jacques Villeneuve    | Williams FW18  | Renault 3.0 V10       | G      |
| Marlboro McLaren Mercedes   | 07  | Mika Häkkinen         | McLaren MP4/11 | Mercedes-Benz 3.0 V10 | G      |
| Marlboro McLaren Mercedes   | 08  | David Coulthard       | McLaren MP4/11 | Mercedes-Benz 3.0 V10 | G      |
| Ligier Gauloises Blondes    | 09  | Olivier Panis         | Ligier JS43    | Mugen-Honda 3.0 V10   | G      |
| Ligier Gauloises Blondes    | 10  | Pedro Diniz           | Ligier JS43    | Mugen-Honda 3.0 V10   | G      |
| B&H Total Jordan Peugeot    | 11  | Rubens Barrichello    | Jordan 196     | Peugeot 3.0 V10       | G      |
| B&H Total Jordan Peugeot    | 12  | Martin Brundle        | Jordan 196     | Peugeot 3.0 V10       | G      |
| Red Bull Sauber Ford        | 14  | Johnny Herbert        | Sauber C15     | Ford Zetec-R 3.0 V10  | G      |
| Red Bull Sauber Ford        | 15  | Heinz-Harald Frentzen | Sauber C15     | Ford Zetec-R 3.0 V10  | G      |
| Footwork Hart               | 16  | Ricardo Rosset        | Footwork FA17  | Hart 3.0 V8           | G      |
| Footwork Hart               | 17  | Jos Verstappen        | Footwork FA17  | Hart 3.0 V8           | G      |
| Tyrrell Yamaha              | 18  | Ukyō Katayama         | Tyrrell 024    | Yamaha 3.0 V10        | G      |
| Tyrrell Yamaha              | 19  | Mika Salo             | Tyrrell 024    | Yamaha 3.0 V10        | G      |
| Minardi Team                | 20  | Pedro Lamy            | Minardi M195B  | Ford EDM 3.0 V8       | G      |
| Minardi Team                | 21  | Giancarlo Fisichella  | Minardi M195B  | Ford EDM 3.0 V8       | G      |
| Forti Grand Prix            | 22  | Luca Badoer           | Forti FG03     | Ford Zetec-R 3.0 V8   | G      |
| Forti Grand Prix            | 23  | Andrea Montermini     | Forti FG03     | Ford Zetec-R 3.0 V8   | G      |

## Klassifikationen

### Qualifying
| Pos.                                                                       | Fahrer                | Konstrukteur       | Zeit       | Start |
| -------------------------------------------------------------------------- | --------------------- | ------------------ | ---------- | ----- |
| 01                                                                         | Damon Hill            | Williams-Renault   | 1:26,875   | 01    |
| 02                                                                         | Jacques Villeneuve    | Williams-Renault   | 1:27,070   | 02    |
| 03                                                                         | Michael Schumacher    | Ferrari            | 1:27,707   | 03    |
| 04                                                                         | Mika Häkkinen         | McLaren-Mercedes   | 1:27,856   | 04    |
| 05                                                                         | Jean Alesi            | Benetton-Renault   | 1:28,307   | 05    |
| 06                                                                         | Rubens Barrichello    | Jordan-Peugeot     | 1:28,409   | 06    |
| 07                                                                         | Gerhard Berger        | Benetton-Renault   | 1:28,653   | 07    |
| 08                                                                         | Martin Brundle        | Jordan-Peugeot     | 1:28,946   | 08    |
| 09                                                                         | David Coulthard       | McLaren-Mercedes   | 1:28,966   | 09    |
| 10                                                                         | Eddie Irvine          | Ferrari            | 1:29,186   | 10    |
| 11                                                                         | Heinz-Harald Frentzen | Sauber-Ford        | 1:29,591   | 11    |
| 12                                                                         | Ukyō Katayama         | Tyrrell-Yamaha     | 1:29,913   | 12    |
| 13                                                                         | Johnny Herbert        | Sauber-Ford        | 1:29,947   | 13    |
| 14                                                                         | Mika Salo             | Tyrrell-Yamaha     | 1:29,949   | 14    |
| 15                                                                         | Jos Verstappen        | Footwork-Hart      | 1:30,102   | 15    |
| 16                                                                         | Olivier Panis         | Ligier-Mugen-Honda | 1:30,167   | 16    |
| 17                                                                         | Pedro Diniz           | Ligier-Mugen-Honda | 1:31,076   | 17    |
| 18                                                                         | Giancarlo Fisichella  | Minardi-Ford       | 1:31,365   | 18    |
| 19                                                                         | Pedro Lamy            | Minardi-Ford       | 1:31,454   | 19    |
| 107-Prozent-Zeit: 1:32,956 min (bezogen auf die Bestzeit von 1:26,875 min) |                       |                    |            |       |
| DNQ                                                                        | Andrea Montermini     | Forti-Ford         | 1:35,206   | –     |
| DNQ                                                                        | Luca Badoer           | Forti-Ford         | 1:35,304   | –     |
| DSQ                                                                        | Ricardo Rosset        | Footwork-Hart      | keine Zeit | 20    |

Anmerkungen
1. ↑  Rosset wurde ausgeschlossen, nachdem er eine FIA-Gewichtskontrolle verpasst hatte. Er durfte allerdings vom letzten Platz aus starten.

### Rennen
| Pos. | Fahrer                | Konstrukteur       | Runden | Stopps | Zeit        | Start | Schnellste Runde |
| ---- | --------------------- | ------------------ | ------ | ------ | ----------- | ----- | ---------------- |
| 01   | Jacques Villeneuve    | Williams-Renault   | 61     | 2      | 1:33:00,874 | 02    | 1:29,288 (21.)   |
| 02   | Gerhard Berger        | Benetton-Renault   | 61     | 1      | + 19,026    | 07    | 1:29,984 (56.)   |
| 03   | Mika Häkkinen         | McLaren-Mercedes   | 61     | 2      | + 50,830    | 04    | 1:30,531 (42.)   |
| 04   | Rubens Barrichello    | Jordan-Peugeot     | 61     | 2      | + 1:06,716  | 06    | 1:30,671 (21.)   |
| 05   | David Coulthard       | McLaren-Mercedes   | 61     | 2      | + 1:22,507  | 09    | 1:31,282 (49.)   |
| 06   | Martin Brundle        | Jordan-Peugeot     | 60     | 3      | + 1 Runde   | 08    | 1:30,552 (33.)   |
| 07   | Mika Salo             | Tyrrell-Yamaha     | 60     | 1      | + 1 Runde   | 14    | 1:31,765 (57.)   |
| 08   | Heinz-Harald Frentzen | Sauber-Ford        | 60     | 1      | + 1 Runde   | 11    | 1:32,662 (54.)   |
| 09   | Johnny Herbert        | Sauber-Ford        | 60     | 2      | + 1 Runde   | 13    | 1:32,213 (55.)   |
| 10   | Jos Verstappen        | Footwork-Hart      | 60     | 1      | + 1 Runde   | 15    | 1:32,080 (55.)   |
| 11   | Giancarlo Fisichella  | Minardi-Ford       | 59     | 1      | + 2 Runden  | 18    | 1:33,707 (30.)   |
| –    | Jean Alesi            | Benetton-Renault   | 44     | 1      | DNF         | 05    | 1:30,553 (03.)   |
| –    | Olivier Panis         | Ligier-Mugen-Honda | 40     | 3      | DNF         | 16    | 1:32,188 (18.)   |
| –    | Pedro Diniz           | Ligier-Mugen-Honda | 38     | 1      | DNF         | 17    | 1:32,508 (04.)   |
| –    | Damon Hill            | Williams-Renault   | 26     | 0      | DNF         | 01    | 1:30,264 (03.)   |
| –    | Pedro Lamy            | Minardi-Ford       | 21     | 0      | DNF         | 19    | 1:34,372 (05.)   |
| –    | Ricardo Rosset        | Footwork-Hart      | 13     | 0      | DNF         | 20    | 1:33,382 (12.)   |
| –    | Ukyō Katayama         | Tyrrell-Yamaha     | 12     | 0      | DNF         | 12    | 1:32,699 (10.)   |
| –    | Eddie Irvine          | Ferrari            | 5      | 0      | DNF         | 10    | 1:31,490 (04.)   |
| –    | Michael Schumacher    | Ferrari            | 3      | 0      | DNF         | 03    | 1:30,944 (02.)   |

## WM-Stände nach dem Rennen
Die ersten sechs des Rennens bekamen 10, 6, 4, 3, 2 bzw. 1 Punkt(e).

### Fahrerwertung
| Pos. | Fahrer                | Konstrukteur       | Punkte |
| ---- | --------------------- | ------------------ | ------ |
| 01   | Damon Hill            | Williams-Renault   | 63     |
| 02   | Jacques Villeneuve    | Williams-Renault   | 48     |
| 03   | Michael Schumacher    | Ferrari            | 26     |
| 04   | Jean Alesi            | Benetton-Renault   | 25     |
| 05   | Gerhard Berger        | Benetton-Renault   | 16     |
| 06   | Mika Häkkinen         | McLaren-Mercedes   | 16     |
| 07   | David Coulthard       | McLaren-Mercedes   | 16     |
| 08   | Olivier Panis         | Ligier-Mugen-Honda | 11     |
| 09   | Rubens Barrichello    | Jordan-Peugeot     | 10     |
| 10   | Eddie Irvine          | Ferrari            | 9      |
| 11   | Heinz-Harald Frentzen | Sauber-Ford        | 6      |
| 12   | Mika Salo             | Tyrrell-Yamaha     | 5      |

| Pos. | Fahrer               | Konstrukteur       | Punkte |
| ---- | -------------------- | ------------------ | ------ |
| 13   | Johnny Herbert       | Sauber-Ford        | 4      |
| 14   | Martin Brundle       | Jordan-Peugeot     | 3      |
| 15   | Pedro Diniz          | Ligier-Mugen-Honda | 1      |
| 16   | Jos Verstappen       | Footwork-Hart      | 1      |
| 17   | Giancarlo Fisichella | Minardi-Ford       | 0      |
| 18   | Pedro Lamy           | Minardi-Ford       | 0      |
| 19   | Ricardo Rosset       | Footwork-Hart      | 0      |
| 20   | Ukyō Katayama        | Tyrrell-Yamaha     | 0      |
| 21   | Luca Badoer          | Forti-Ford         | 0      |
| 22   | Andrea Montermini    | Forti-Ford         | 0      |
| –    | Tarso Marques        | Minardi-Ford       | 0      |

### Konstrukteurswertung
| Pos. | Konstrukteur       | Punkte |
| ---- | ------------------ | ------ |
| 01   | Williams-Renault   | 111    |
| 02   | Benetton-Renault   | 41     |
| 03   | Ferrari            | 35     |
| 04   | McLaren-Mercedes   | 32     |
| 05   | Jordan-Peugeot     | 13     |
| 06   | Ligier-Mugen-Honda | 12     |

| Pos. | Konstrukteur   | Punkte |
| ---- | -------------- | ------ |
| 07   | Sauber-Ford    | 10     |
| 08   | Tyrrell-Yamaha | 5      |
| 09   | Footwork-Hart  | 1      |
| 10   | Minardi-Ford   | 0      |
| 11   | Forti-Ford     | 0      |